# Proechimys cuvieri
Proechimys cuvieri és una espècie de mamífer rosegador de la família de les rates espinoses. Viu al Brasil, la Guaiana Francesa, la Guiana, el Perú, Surinam i Veneçuela. Els seus hàbitats naturals són els boscos primaris i, segons la zona, els boscos secundaris. És una espècie en risc mínim, és a dir, no sembla que hi hagi cap amenaça significativa per a la seva supervivència.
Aquest tàxon fou anomenat en honor del naturalista francès Georges Cuvier.